# IC 4246
IC 4246 је спирална галаксија у сазвјежђу Хидра која се налази на листи објеката дубоког неба у Индекс каталогу.
Деклинација објекта је - 26° 40' 40" а ректасцензија 13h 26m 0,2s. Привидна величина (магнитуда) објекта IC 4246 износи 14,7 а фотографска магнитуда 15,5. IC 4246 је још познат и под ознакама ESO 509-2, MCG -4-32-13, AM 1323-262, DRCG 28-150, PGC 47012.